# David Copperfield
David Seth Kotkin (Metuchen, Nueva Jersey, 16 de septiembre de 1956), más conocido como David Copperfield, es un ilusionista estadounidense considerado uno de los mejores en su género y un pionero en la magia moderna.
Copperfield empezó su carrera profesional a la edad de 12 años, y fue la persona más joven admitida en la Sociedad Estadounidense de Magos. A los 16 años ya era profesor de magia en la Universidad de Nueva York. 
Poco después, empezaría a firmar sus primeros contratos en televisión. El mago vivió su apogeo en la década de los años 90 y es considerado uno de los mayores magos de la historia, aportando visión tecnológica y comercial al mundo de la magia. Actualmente actúa todas las semanas en Las Vegas. 
Sus ilusiones más reconocidas mundialmente incluyen la desaparición de la Estatua de la Libertad, levitar sobre el Gran Cañón y atravesar la Gran Muralla China.
Los especiales de televisión de Copperfield han sido nominados a 38 Premios Emmy, ganando 21. Conocido por su combinación de narración e ilusión, su carrera de más de 40 años le ha valido 11 Guinness World Records, una estrella en el Paseo de la Fama de Hollywood, y fue nombrado caballero por el gobierno francés. Ha sido nombrado Leyenda viviente por la Biblioteca del Congreso de EE. UU.
Hasta 2006, vendió 33 millones de entradas y recaudó más de 4 mil millones de dólares, más que cualquier otro artista en solitario en la historia por un amplio margen. En 2015, "Forbes" enumeró sus ganancias en $63 millones durante los 12 meses anteriores y lo clasificó como la vigésima celebridad con mayores ingresos en el mundo.
Cuando no está actuando, administra su cadena de 11 islas turísticas en las Bahamas, a las que llama Musha Cay y las Islas de la Bahía de Copperfield.

## Carrera e intereses comerciales
A los 18 años, Copperfield se matriculó en la universidad jesuita de Nueva York Fordham University, pero a las tres semanas de empezar el primer año lo dejó para interpretar el papel principal en el musical The Magic Man en Chicago. Fue entonces cuando adoptó el nombre artístico de David Copperfield, tomado de la novela del mismo nombre del famoso escritor Charles Dickens, porque le gustaba cómo sonaba. Cantó, bailó y creó la mayoría de las ilusiones originales utilizadas en el espectáculo. El hombre mágico se convirtió en el musical de mayor duración de la historia de Chicago.

A los 19 años, creó y encabezó durante varios meses el primer espectáculo "La magia de David Copperfield" en el Hotel Pagoda de Honolulu, Hawái, con la ayuda del diseñador de sonido e iluminación Willy Martin. 

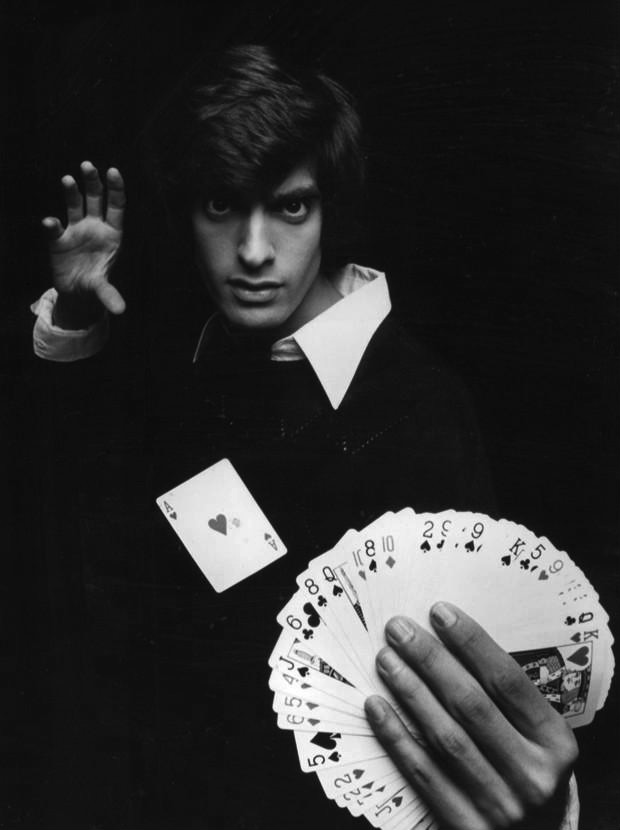
David Copperfield en un programa especial de la ABC en 1977.

 La carrera de Copperfield en televisión comenzó en serio cuando fue descubierto por Joseph Cates, un productor de Broadway espectáculos y especiales de televisión. Cates produjo un especial de magia en 1977 para ABC llamado The Magic of ABC, presentado por Copperfield, así como varios especiales de La magia de David Copperfield en CBS entre 1978 y 2001. Ha habido 18 especiales de televisión de Copperfield y 2 documentales entre el 7 de septiembre de 1977 y el 3 de abril de 2001.
Copperfield también interpretó al personaje El Mago en la película de terror de 1980 Terror Train y tuvo una aparición no acreditada en la película de 1994 Prêt-à-Porter. La mayoría de sus apariciones en los medios de comunicación han sido a través de especiales de televisión y espacios como invitado en programas de televisión. Sus ilusiones han incluido la desaparición de un Learjet (1981), la desaparición y reaparición de la Estatua de la Libertad (1983), levitar sobre el Gran Cañón (1984), caminar por la Gran Muralla China (1986), escapar de la Cárcel de Alcatraz (1987), la desaparición de un vagón restaurante del Orient Express (1991) y volar en el escenario durante varios minutos (1992).
Una de sus ilusiones más famosas se produjo en televisión el 8 de abril de 1983: Una audiencia en directo de 20 turistas estaba sentada frente a una cortina gigante sujeta a dos andamios laterales construidos en Liberty Island en un mirador cerrado. Copperfield, con la ayuda de Jim Steinmeyer y Don Wayne, levantó la cortina antes de volver a bajarla unos segundos más tarde para revelar que el espacio donde antes estaba la Estatua de la Libertad estaba vacío. Un helicóptero sobrevoló el lugar para ofrecer una vista aérea de la ilusión y la estatua parecía haber desaparecido, con sólo el círculo de luces que la rodeaba todavía presente y visible. Antes de hacer reaparecer la estatua, Copperfield explicó ante la cámara por qué quería realizar esta ilusión. Quería que la gente imaginara cómo sería si no hubiera libertad en el mundo actual y cómo sería el mundo sin las libertades y derechos de que disfrutamos. A continuación, Copperfield trajo de vuelta la estatua y puso fin a la ilusión diciendo que "nuestros antepasados no pudieron (disfrutar de derechos y libertades), nosotros sí podemos y nuestros hijos lo harán". Tanto la desaparición como la reaparición de la estatua se filmaron en toma larga para demostrar la ausencia de trucos de cámara. Esta ilusión apareció en la cuarta temporada de The Americans', en un episodio titulado "The Magic of David Copperfield V: The Statue of Liberty Disappears", y en el documental de HBO de 2019 Liberty: Mother of Exiles.
En 1986, Copperfield estrenó una nueva variación de la clásica ilusión de serrar a una mujer por la mitad. La ilusión Death Saw de Copperfield se presentó como una escapada que salió mal, aserrándose a sí mismo, en lugar de a un asistente, por la mitad con una gran hoja de sierra giratoria que descendía desde arriba. La sierra de la muerte de Copperfield se ha convertido en una de sus ilusiones más conocidas.
En 1996, en colaboración con Francis Ford Coppola, David Ives y Eiko Ishioka, el espectáculo de Broadway de Copperfield Sueños y pesadillas batió récords de taquilla en Nueva York en el Martin Beck Theatre. El crítico Greg Evans describió el espectáculo, que agotó las entradas, en la revista Variety: "Con una actitud simpática y despreocupada que rara vez se percibe en sus especiales de televisión, Copperfield conduce al público a través de casi dos horas de ilusiones realmente alucinantes. Desaparece y reaparece, se corta por la mitad, hace desvanecerse a miembros del público y a otros levitar. Copperfield culmina su espectáculo con una rutina de vuelo que lleva siete años preparando y que desafía tanto a la lógica como a las pruebas visuales; probablemente podría retirarse vendiendo sus secretos a futuras producciones de Peter Pan".
También en 1996, Copperfield unió fuerzas con Dean Koontz, Joyce Carol Oates, Ray Bradbury y otros para David Copperfield's Tales of the Impossible, una antología de ficción original ambientada en el mundo de la magia y la ilusión. En 1997 se publicó un segundo volumen, David Copperfield's Beyond Imagination. Además de los dos libros, Copperfield escribió un ensayo como parte de la serie "This I Believe" de NPR y This I Believe, Inc.

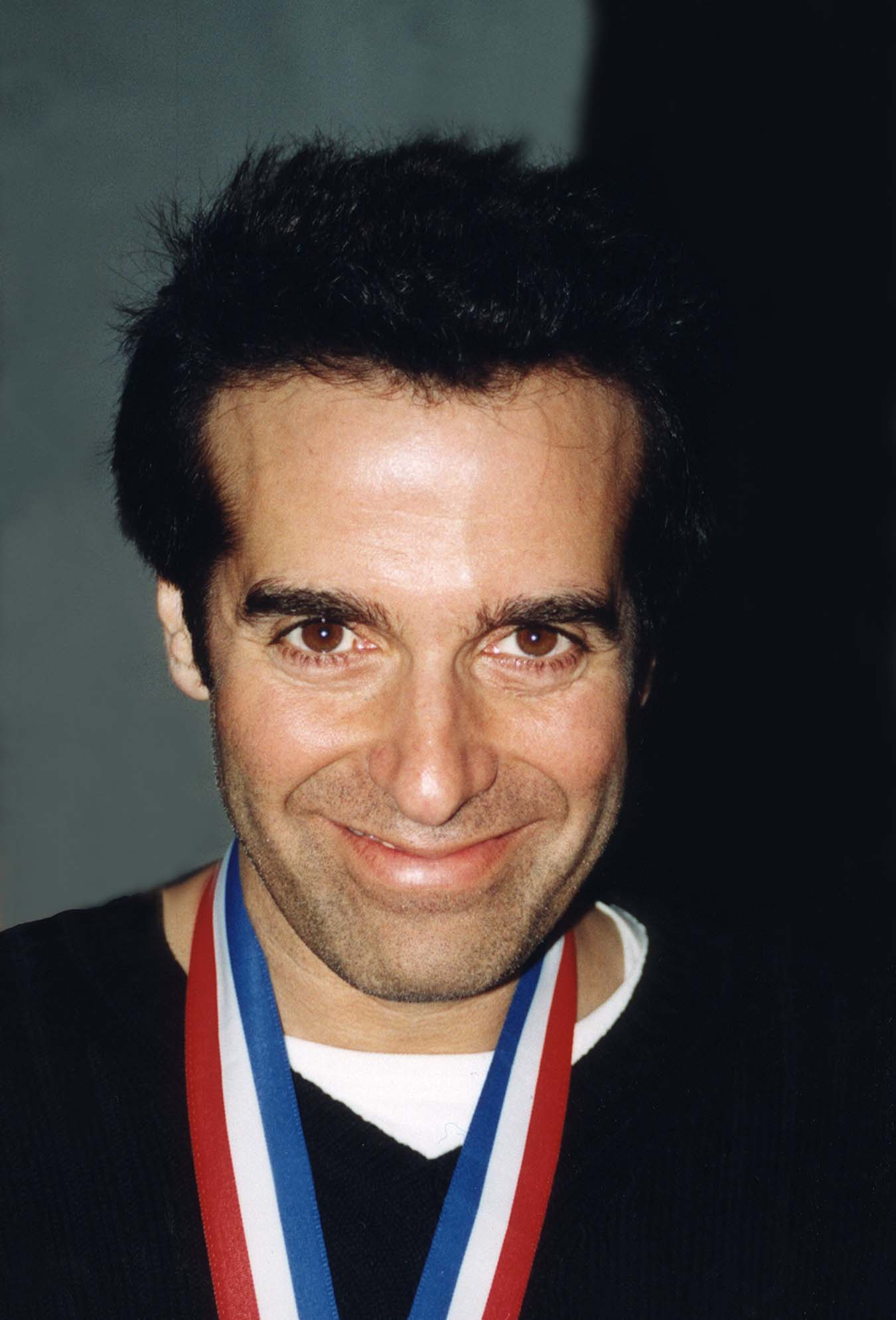
Copperfield en 2000.

En mayo de 2001, Copperfield entretuvo a los invitados de la Casa Blanca a beneficio de UNICEF realizando una nueva ilusión en la que aserró a la cantante y actriz Jennifer López en seis partes mientras estaba de pie. Esta ilusión era una actualización de una que realizó en uno de sus primeros especiales de televisión sobre la actriz Catherine Bach, y nunca ha sido realizada públicamente en ninguna de sus apariciones en el escenario o en televisión.
En 2002, protagonizó un especial biográfico de una hora de duración en A&E's "Biography" channel.
El 5 de abril de 2009, Copperfield hizo su primera aparición televisiva en directo desde hacía algún tiempo, cuando entretuvo al público de la 44.ª edición de los Academy of Country Music Awards con dos ilusiones. En primer lugar, hizo que la cantante Taylor Swift apareciera dentro de un ascensor translúcido aparentemente vacío mientras bajaba del techo; luego la cortó por la mitad en su ilusión Claramente imposible.
El 7 de mayo de 2009, Copperfield fue retirado por Michael Jackson de la residencia de Jackson en el O2 Arena tras un desacuerdo por dinero. Copperfield quería un millón de dólares (666.000 libras esterlinas) por espectáculo. Copperfield negó las informaciones sobre un desencuentro, diciendo que "no hay que creer todo lo que se lee. " La noticia de la colaboración de Copperfield con Jackson apareció por primera vez el 1 de abril de 2009, y desde entonces se ha descrito como una posible broma del Día de los Inocentes.
En julio de 2009, rodó varias escenas para un cameo en el episodio 8 de la serie de corta duración The Beautiful Life. En estas escenas, trabajó junto a las actrices Mischa Barton y Sara Paxton realizando una serie de ilusiones que incluían serrar por la mitad a Sonja Stone, el personaje de Barton, en una versión especialmente desarrollada de la ilusión sin caja. Debido a la cancelación del programa tras la emisión de sólo dos episodios, el episodio 8 nunca se completó y las imágenes de las actuaciones de Copperfield siguen sin verse.
En agosto de 2009, Copperfield llevó su espectáculo a Australia.
En enero de 2011 Copperfield se unió al reparto del largometraje Burt Wonderstone con Steve Carell, Jim Carrey, James Gandolfini y Olivia Wilde. Copperfield y su equipo desarrollaron las ilusiones utilizadas en la película. También enseñó a Carell y Wilde a realizar la ilusión 'Impossible Sawing', en la que el personaje de Wilde es cortado por la mitad y sus mitades separadas sin utilizar ningún tipo de cobertura ni trucos de cámara. Copperfield ha sido asesor técnico en otras películas, como El prestigio y Ahora me ves. También fue coproductor de la película Now You See Me 2.
En julio de 2012, la cadena OWN-TV emitió un especial de una hora y una entrevista con Copperfield como parte de la serie de la cadena Oprah's Next Chapter. El programa mostraba muchos aspectos de la vida personal y familiar de Copperfield -con visitas a su casa en una isla y al museo de prestidigitación de Las Vegas- y una muestra de sus ilusiones y efectos mágicos. Durante la entrevista, él y su novia Chloé Gosselin, una modelo francesa, anunciaron su compromiso y aparecieron brevemente juntos con su hija pequeña, paseando por la playa de la isla.

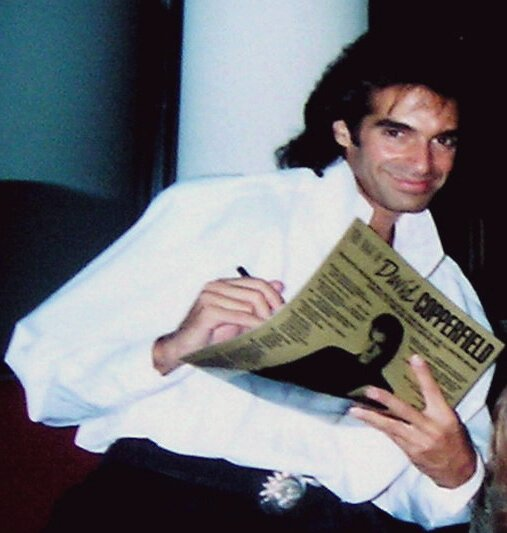
David Copperfield firmando un autógrafo.

En 1982 el mago fundó el Proyecto Mágico, un programa de rehabilitación para ayudar a pacientes con minusvalías a recuperar la destreza y habilidades perdidas. El programa ha sido acreditado por la Asociación Estadounidense de Terapia Ocupacional, y está en uso en miles de hospitales alrededor del mundo.

## Especiales para la televisión
1. The Magic of ABC (7 de septiembre de 1977)
2. The Magic of David Copperfield (27 de octubre de 1978)
3. The Magic of David Copperfield II (24 de octubre de 1979)
4. The Magic of David Copperfield III: Levitación del Ferrari (25 de septiembre de 1980)
5. The Magic of David Copperfield IV: La Desaparición del Avión (26 de octubre de 1981)
6. The Magic of David Copperfield V: La Desaparición de la Estatua de la Libertad (8 de abril de 1983)
7. The Magic of David Copperfield VI: Flotando sobre el Gran Cañón (6 de abril de 1984)
8. The Magic of David Copperfield VII: Familiares (8 de marzo de 1985)
9. The Magic of David Copperfield VIII: Atravesando la Gran Muralla china (14 de marzo de 1986)
10. The Magic of David Copperfield IX: El Escape de Alcatraz (13 de marzo de 1987)
11. The Magic of David Copperfield 10: El Triángulo de las Bermudas (12 de marzo de 1988)
12. The Magic of David Copperfield XI: Encuentro Explosivo (3 de marzo de 1989)
13. The Magic of David Copperfield XII: El Desafío de las Cataratas del Niágara (30 de marzo de 1990)
14. The Magic of David Copperfield XIII: Misterio en el Oriente Exprés (9 de abril de 1991)
15. The Magic of David Copperfield XIV: Volar - Vive el Sueño (31 de marzo de 1992)
16. The Magic of David Copperfield XV: Fuegos de Pasión (30 de marzo de 1993)
17. David Copperfield: 15 Años de Magia (12 de mayo de 1994)
18. The Magic of David Copperfield XVI: Fuerzas Ocultas (1 de mayo de 1995)
19. David Copperfield: Los Grandes Escapes (26 de abril de 2000)
20. Copperfield: Tornado de Fuego (3 de abril de 2001) - Rodado en el Mid-South Coliseum en Memphis, Tennessee, USA (la versión estadounidense es de 60 minutos, la versión internacional es de 90 minutos)

## Tours y giras mundiales
- La magia de David Copperfield: "¡en directo!" (1983–1985)
- La magia de David Copperfield (1987–1990)
- David Copperfield: "Nuevas ilusiones" (1991–1992)
- David Copperfield: "Magia para los 90" (1992–1994)
- David Copperfield: "Más allá de la imaginación" (o "Lo mejor de David Copperfield") (1995–1996)
- David Copperfield: "Sueños y Pesadillas" (o "La magia ha vuelto") (1996–1998)
- David Copperfield: "El viaje de tu vida" (o "¡Tú!") (1999–2000)
- David Copperfield: "Dimensión desconocida" (o "Encuentro Global") (2000–2001)
- David Copperfield: "Portal" (2001–2002).
- David Copperfield: "Una tarde íntima de grandes ilusiones" (2003–presente)

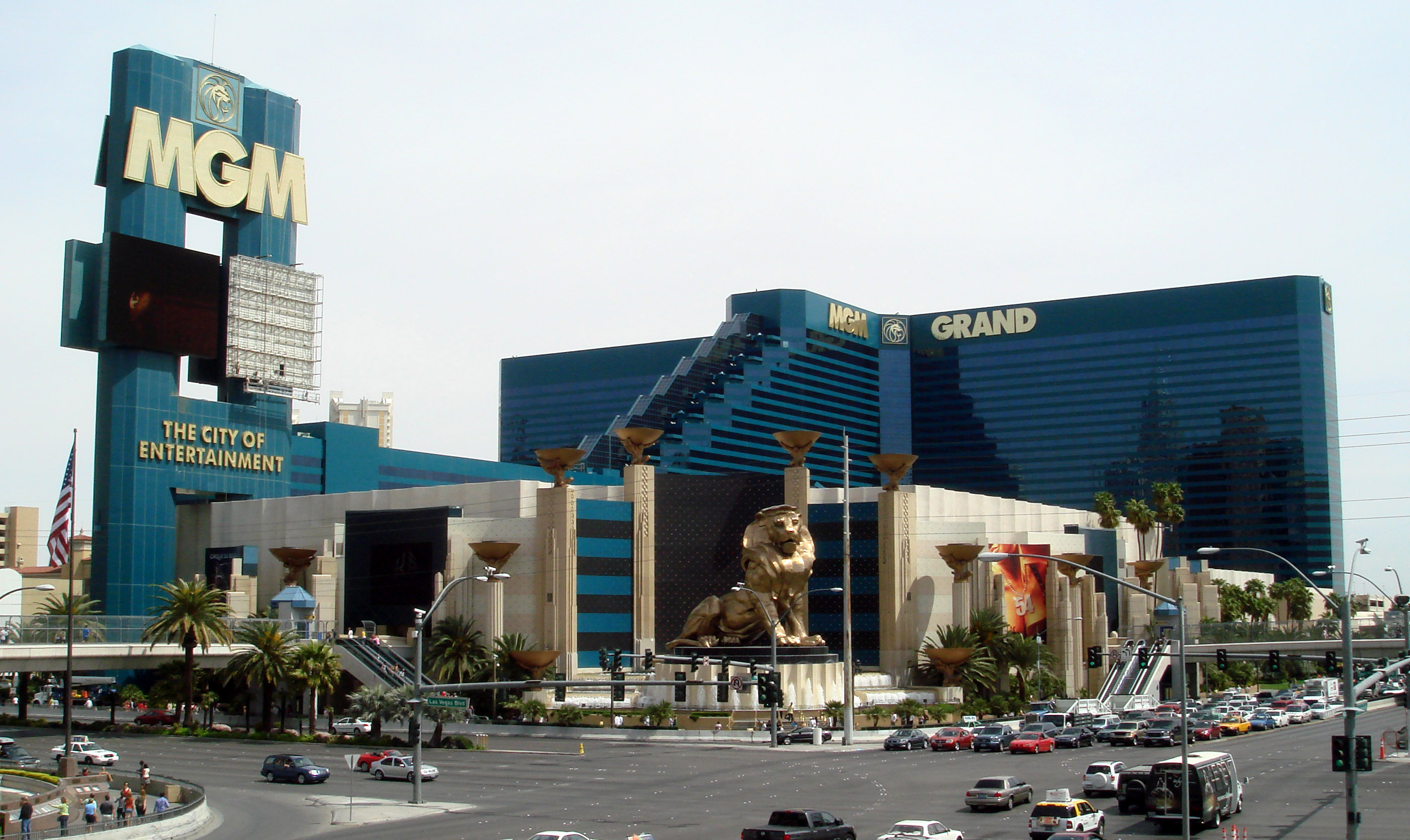
El MGM Grand de Las Vegas.

## Musha Cay, la bahía Copperfield

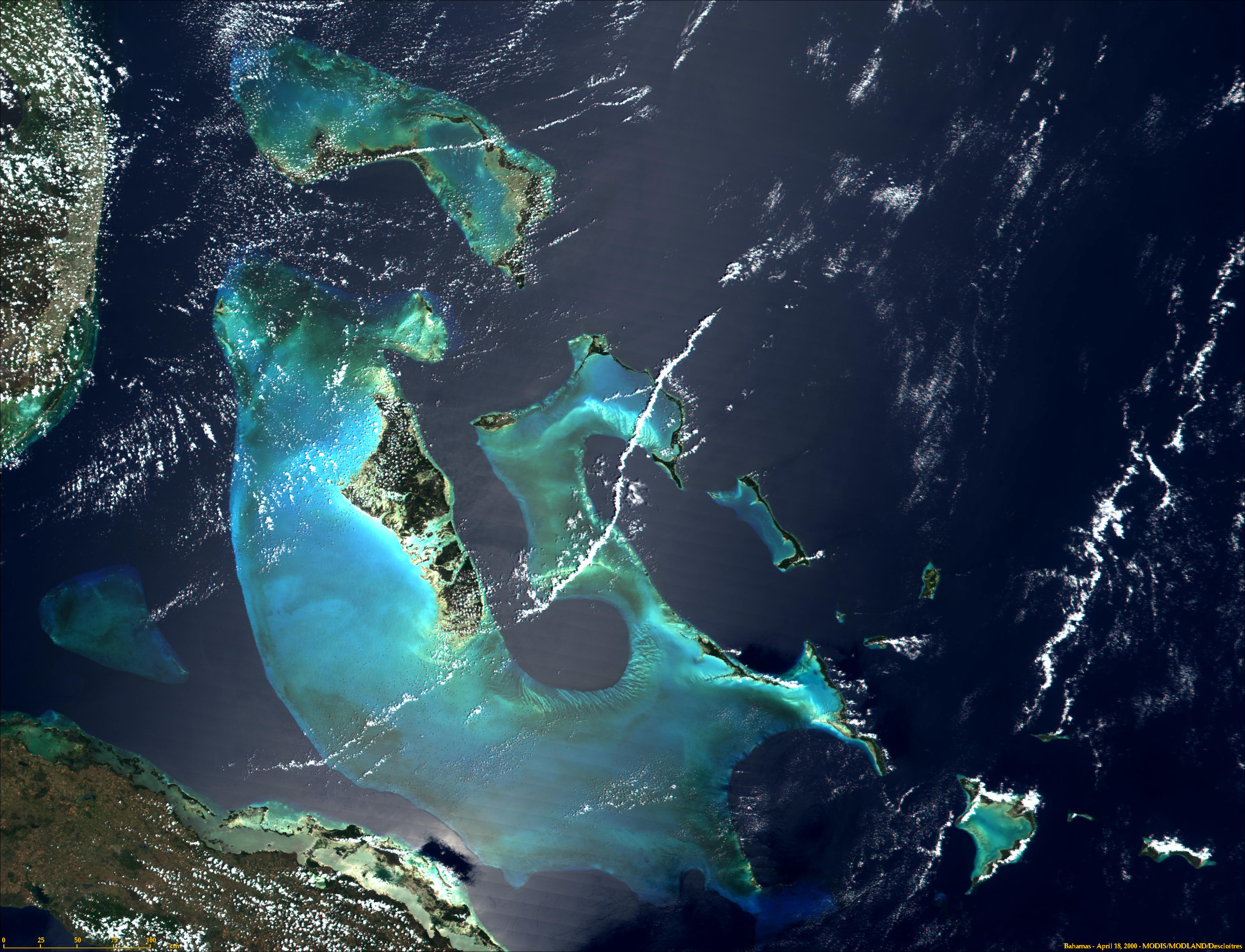
Imagen vía satélite de las Bahamas, en el océano Atlántico.

En el año 2006 David Copperfield compró once islas de las Bahamas, en el océano Atlántico. Este paraíso natural apenas explorado es el conjunto de islas que se conocen como 'Musha Cay'. Posteriormente, fueron rebautizadas como 'las islas de la bahía Copperfield'. Se trata de un complejo turístico vacacional de lujo con más de 700 acres para explorar y 40 playas privadas de aguas totalmente cristalinas y arena blanca. Algunos de sus clientes más selectos son la animadora televisiva Oprah Winfrey, el actor John Travolta o Serguéi Brin, el cofundador de Google que se casó allí en 2007.

## Museo personal
David Copperfield posee en la ciudad de Las Vegas, Nevada, un museo personal dedicado al mundo de la magia, el más importante del mundo con los objetos, aparatos, libros y recuerdos más codiciados. Pero no es un museo abierto al público sino al que se accede por invitación.

## Filmografía

### Cine y televisión
- El tren del terror (Terror Train, 1980)
- Scrubs (2002) TV - episodio: "My Lucky Day"
- Oh My God (2009)
- El gran truco (The Prestige, agradecimientos)
- 99 Minutos en el cielo
- El increíble Burt Wonderstone (2013)
- Wizards of Waverly Place (invitado en un episodio, 2011)
- 7 Days in Hell (él mismo, 2015)